# Brännberget (naturreservat, Bodens kommun)
Brännberget är ett naturreservat i Bodens kommun i Norrbottens län.
Området är naturskyddat sedan 2009 och är 0,5 kvadratkilometer stort. Reservatet omfattar östsluttning av Brännberget och Lilla-Tallberget ner mot en våtmark med en bäck. Reservatet består kring bäcken av urskogsartad granskog, med inslag av björk. På sluttningarna växer en skog med stort inslag av lövträd som vuxit upp efter en brand i mitten av 1800-talet. 